# Malvicino
Malvicino (piemontiul: Mavzin) település Olaszországban, Piemont régióban, Alessandria megyében. Lakosainak száma 76 fő (2023. január 1.).